# Sołombała
Sołombała (ros. Соло́мбала) – historyczna dzielnica Archangielska. Znajduje się na Wyspach Sołombalskich (częściej: wyspa Sołombała) w delcie Dwiny. Do Sołombalskiego okręgu Archangielska administracyjnie przynależą także wyspy Szyłow, Chabarka, Mosiejew (Mojżeszowa), Mołodiożnyj. Z centralną częścią miasta łączy go most Kuznieczewski. Liczba mieszkańców: 90 tys.

## Przemysł
Główne przedsiębiorstwa przemysłowe: Sołombalska stocznia budowy statków, Sołombalska Fabryka Budowy Maszyn, fabryka „Krasnaja Kuznica”, fabryka „Strojdetal”, Sołombalski kombinat celulozowo-papierniczy, Sołombalski zakład obróbki drewnianej. 

## Transport
Na wyspie znajduje się cumowisko, kilka przystani i stacja wioślarska. W latach 1916–2004 w Sołombale jeździł tramwaj. Obecnie transport publiczny opiera się autobusach i mikrobusach. Funkcjonują dwie trasy trolejbusowe.

## Historia
- W sierpniu 1693 roku Piotr I założył na wyspie Sołombała stocznię i Admiralicję.